# Lőrincz Lajos
Lőrincz Lajos (Debrecen, 1935. augusztus 25. – Budapest, 2010. december 26.) jogász, közigazgatás-tudós, egyetemi tanár, a Magyar Tudományos Akadémia rendes tagja. Nemzetközileg elismert, iskolateremtő professzor. A közigazgatás-tudomány neves kutatója. 1989 és 1990 között az Államigazgatási Főiskola főigazgatója, 2000 és 2004 között a Károli Gáspár Református Egyetem Állam- és Jogtudományi Kara dékánja.

## Életpályája
1953-ban a debreceni Kereskedelmi Gimnáziumban tett érettségi vizsgát. A Külügyi Főiskolán kezdte felsőfokú tanulmányait, de az intézményt 1954-ben megszüntették. 1955 és 1959 között a szegedi József Attila Tudományegyetem Állam- és Jogtudományi Karán szerzett diplomát. Szakdolgozatát „Községi tanácsaink problematikája” címmel, összehasonlító közigazgatási irányultsággal írta. 1963-ban a torinói École Universitaire des Études Européennes-en, a Közös Piac által alapított összehasonlító tanulmányokkal foglalkozó intézetében folytatott posztgraduális stúdiumokat.
Diplomájának megszerzése után a Magyar Tudományos Akadémia Állam- és Jogtudományi Intézetében kapott állást, ahol később az Államigazgatási jogi osztály vezetőjévé nevezték ki. 1978-ban kezdett el tanítani az Államigazgatási Főiskolán (ma a Nemzeti Közszolgálati Egyetem Államtudományi és Közigazgatási Kara), ahol az Államigazgatási Tanszék vezetője lett főiskolai tanári beosztásban, valamint a főiskola egyik főigazgató-helyettesévé választották. A tanszéket 2000-ig vezette. 1989-ben az intézmény főigazgatójává választották, amely tisztséget 1990-ig töltötte be. 1992-ben az Eötvös Loránd Tudományegyetem Állam- és Jogtudományi Karának Közigazgatási jogi Tanszékére kapott egyetemi tanári kinevezést. Később a Károli Gáspár Református Egyetem Állam- és Jogtudományi Karán is tanított. Utóbbi karon 2000 és 2004 között dékáni tisztséget is betöltött. 2005-ben a Budapesti Corvinus Egyetemen kapott professor emeritusi címet.
Számos külföldi intézményben volt vendégkutató, vendégprofesszor: 1971-ben ENSZ-ösztöndíjjal egy félévet az Amerikai Egyesült Államok, valamint a Egyesült Királyság egyetemein töltött (Harvard Egyetem, Stanford Egyetem, Oxford). Később számos francia és német tanulmányutat tett, a francia CNRS Összehasonlító Jogi Intézetének kutatója volt, majd ugyanezen intézmény igazgatótanácsi tagságát is elnyerte.
1997 és 1998 között a Magyar Közigazgatási Intézet főigazgatója volt. Emellett 1986-tól 1994-ig a brüsszeli Institut International des Sciences Administratives alelnökeként is tevékenykedett.
1968-ban védte meg az állam- és jogtudományok kandidátusi, 1979-ben akadémiai doktori értekezését. Az MTA Állam- és Jogtudományi, valamint a Közigazgatás-tudományi Bizottság tagja lett. 1990-ben megválasztották a Magyar Tudományos Akadémia levelező, 1998-ban rendes tagjává. 1988 és 1995 között a Tudományos Minősítő Bizottság tagja, 1989 és 1995 között titkára volt. 1996-ban az utódintézmény, a Doktori Tanács társelnökévé választották, majd 2000 és 2004 között egyedüli elnökként vezette a testületet. 1998 és 2001 között az MTA IX. Gazdaság- és Jogtudományok Osztálya elnökhelyettese volt.
Több tudományos szakfolyóirat szerkesztőbizottságába is bekerült: Magyar Közigazgatás (1993–2006), Confessio (1993-tól), Európai Tükör (2001-től). A Közigazgatási Szemle szerkesztőbizottságának elnöke volt 2007 és 2009 között, valamint az International Journal of Public Administration in Central and Eastern Europe társelnöke 2008-ban. 2009-től a Magyar Tudományos Akadémia Közigazgatás-tudományi Bizottsága, és a Magyar Közlöny Lap-és Könyvkiadó tudományos szakmai folyóirataként megjelenő Közigazgatás-tudományi Közlöny szerkesztőbizottságának elnöke (utóbbi folyóirat a Közigazgatási Szemle jogutódja).
Kutatási területei a közigazgatás alapintézményei, a közigazgatás személyi állománya, valamint az összehasonlító közigazgatás (ezen belül az Amerikai Egyesült Államok és Franciaország) és a tudományigazgatás.

## Díjai, elismerései
- Akadémiai Díj (1967, 1986)
- az Aix-Marseille-i Egyetem díszdoktora (1983)
- A Magyar Köztársasági Érdemrend középkeresztje (1995)
- Magyary Zoltán-díj (2000)
- Szent-Györgyi Albert-díj (2000)
- Deák Ferenc-díj (2002)

## Főbb publikációi
Több mint kétszáznegyven tudományos közleménye látott napvilágot. Művei angol, finn, francia, olasz és orosz nyelven is megjelentek.
- A tudományos kutatások állami irányítása, Akadémiai Kiadó, Bp. 1969. 260. (Kandidátusi értekezése könyvalakban).
- A tudomány néhány elméleti kérdése, (Bóna Ervin-Farkas János-Klár János-Paczolay Gyula szerzőtársakkal), Tudományszervezési füzetek 6. Akadémiai Kiadó, Bp. 1970. 291.
- A közigazgatás kutatásának tudományos irányzatai, (Nagy Endre és Szamel Lajos társszerzőkkel), KJK. Bp., 1976. 9-62; 169-232; 335-378 pp; 471.
- Közigazgatás és politika, (Lakos László-Raft Miklós-Schmidt Péter társszerzőkkel), Kossuth Kiadó, 1980. 233.
- A közigazgatás kapcsolata a gazdasággal és a politikával, Közigazgatási és Jogi Könyvkiadó, Bp. 1981. 250. (Akadémiai doktori értekezése könyvalakban).
- Magyar közigazgatás: dilemmák és perspektíva, Akadémiai Kiadó, Bp.1988. Jogtudományi értekezések sorozat, 108.
- Közigazgatás-tudományi antológia, (szerkesztő és társszerző, a szövegeket válogatta: Molnár Miklós és Nagy Tibor Gyula, az idegen nyelvű szövegeket fordították: Erdélyi Ágnes-Erdész László-Kincses László-(Sebes Anna)-Szamel Katalin-Török Zoltán) 1. kiadás Unió, Bp. 1994. 224., 163. (két kötetben), 2. kiadás Unió, Bp. 1996. 224., 176. (két kötetben), 3. kiadás uo. 2000., 4. kiadás uo. 2003., 5. kiadás HVG Orac, Bp. 2007 392. (egy kötetben).
- A közigazgatás-tudomány alapjai, (Takács Alberttal) 1. kiadás 1996. 2. bővített és átdolgozott kiadás, Bp.2001. Rejtjel Kiadó, 254.
- A közigazgatás alapintézményei, HVG-Orac, Bp., 1. kiadás 2005. 2. kiadás 2007. 406. 3. kiadás 2010. 389.
- Közigazgatás az Európai Unió tagállamaiban. Összehasonlító közigazgatás, (Szerkesztő és szerző, Balázs István-Bordás Mária-Hajnal György-Halász Iván-Hoffman István-Imre Miklós-Koi Gyula-Mikó Zoltán társszerzőkkel). Bp. 2006. Unió kiadó, 574.
- Közigazgatási jog, (György István-Lövétei István-Szamel Katalin-Temesi István társszerzőkkel, szerző és szerkesztő). HVG-Orac, Bp. 2007. 265.